# Ansicht von Dettelbach
Die Ansicht von Dettelbach ist ein Stahlstich aus der ersten Hälfte des 19. Jahrhunderts. Er zeigt Dettelbach, eine Stadt im unterfränkischen Landkreis Kitzingen in Bayern.
Das vor 1847 entstandene Werk wurde nach einer Vorzeichnung des Landschaftsmalers Fritz Bamberger geschaffen. Er erschien 1847 in dem Buch von Ludwig Braunfels Die Mainufer und ihre nächsten Umgebungen im Verlag Carl Etlinger in Würzburg. Der Band wurde in der Kunstanstalt von Carl Mayer in Nürnberg gedruckt.
Ludwig Braunfels schreibt: „Dettelbach ist ein wohlhabender Ort; es baut Wein und treibt sehr einträglichen Handel. Ehemals Sitz eines Würzburgischen Oberamtes hat es jetzt ein Landgericht, ein Rentamt und eine Postexpedition.“
Der Blick von der Würzburger Steige zeigt die Stadt innerhalb der Stadtbefestigung, denn es gab nahezu keine Bebauung außerhalb der mittelalterlichen Mauern. Das alte Rathaus und die katholische Pfarrkirche St. Augustinus am linken oberen Bildrand dominieren die anderen Bauwerke. Auf dem Stich ist die Stadtbefestigung mit vielen Türmen und Toren noch vollständig erhalten.
Das Bild von Fritz Bamberger spiegelt die Idylle der Biedermeierzeit.